# الآنسة إليزابيث
إليزابيث آن هوليت (19 نوفمبر 1960 - 1 مايو 2003) اشتهرت في مجال المصارعة المحترفة باسم ميس إليزابيث، مصارعة محترفة أمريكية عرضية ومديرة مصارعة محترفة ومذيعة مصارعة محترفة على التلفزيون. اكتسبت شهرة دولية من عام 1985 إلى عام 1992 في الاتحاد العالمي للمصارعة ومن عام 1996 إلى عام 2000 في بطولة العالم للمصارعة (WCW)، في دورها كمديرة للمصارع "ماتشو مان" راندي سافاج، بالإضافة إلى مصارعين آخرين في تلك الفترة.

## روابط خارجية
- الآنسة إليزابيث في قاعدة بيانات الأفلام على الإنترنت